# Tada Aoi
Tada Aoi (多田 葵 (Đa Điền Quỳ) nickname là Mamoru Tada, sinh ngày 3 tháng 7 năm 1981) là một nữ diễn viên lồng tiếng người Nhật (seiyū) đến từ Tōkyō. Vai diễn nổi tiếng nhất của cô là Edward Wong Hau Pepelu Tivrusky IV trong Cowboy Bebop, và cô cũng trình diễn một số bài hát trong loạt phim và game này như Wo Qui Non Coin, 3.14 hay Sasurai no Cowboy. Các ca khúc trên đều do nhạc sĩ nổi tiếng Yoko Kanno chấp bút.
Từ năm 2005, Tada Aoi ký hợp đồng với hãng Moon-Bunny Entertainment và chính thức bước vào sự nghiệp ca hát. Năm 2010, cô phát hành đĩa đơn "My Soul, Your Beats!/Brave Song" với nữ ca sĩ Lia cho loạt anime Angel Beats!. Đĩa đơn này đã trở thành cơn sốt, đạt hạng 3 trên bảng xếp hạng Oricon và bán được tới hơn 147.479 bản, trở thành đĩa đơn bán chạy thứ 38 trong năm 2010. Cô cũng hợp tác với nhóm Veil; những bài hát do Tada thực hiện cùng với Veil mang tên tác giả: Veil ∞ Aoi. Tháng 6 năm 2011, cô chính thức hợp tác với Key Sounds Label khi trình bày hai ca khúc "Watari no Uta" và "Canoe" trong visual novel Rewrite.

## Vai lồng tiếng

### TV anime
- Cowboy Bebop (Edward Wong Hau Pepelu Tivrusky IV)
- Kindaichi Case Files (Ogura Noeru)
- Digimon Tamers (Terriermon, Lopmon)[3]

### Phim anime
- Cowboy Bebop: Knockin' on Heaven's Door[4]
- Digimon Adventure 02: Digimon Hurricane Touchdown/Supreme Evolution! The Golden Digimentals (Gummimon)
- Digimon Tamers: Battle of Adventurers (Terriermon)
- Digimon Tamers: Runaway Locomon (Terriermon/Lopmon)

### Trò chơi điện tử
- Cowboy Bebop: Tsuioku no Yakyoku (Edward Wong Hau Pepelu Tivrusky IV)
- Sê-ri Sunrise Eiyūtan (Run Forest)

### Sân khấu
- Annie (Annie)
- Algo Musical: Algo Hajimete no Bōken
- Algo Musical: Hikari no Hashi wo Koete
- Algo Musical: Ōgon no Shima
- The Sound of Music
- The Goodbye Girl

## Danh sách đĩa nhạc

### Đĩa đơn
- Doll/Human (Phát hành 30 tháng 1 năm 2008)[5]
  - Đĩa đơn chung với Lia, ca khúc chủ đề trong sê-ri anime Gunslinger Girl -Il Teatrino-
- Shirley (Phát hành 9 tháng 5 năm 2008)[6]
- My Soul, Your Beats!/Brave Song (Phát hành 26 tháng 5 năm 2010)
  - Đĩa đơn chung với Lia, ca khúc chủ đề trong sê-ri anime Angel Beats!

#### Album
- Nanairo no Uta (Phát hành 7 tháng 7 năm 2006)[7]
- Sketch Book (Phát hành 5 tháng 6 năm 2009)[8]

#### CD khác
- Cowboy Bebop Original Soundtrack 3: Blue (Phát hành 1 tháng 5 năm 1999)
  - Trình bày ca khúc "WO QUI NON COIN"
- Cowboy Bebop: Knockin' on heaven's door O.S.T. Future Blues (Phát hành 29 tháng 8 năm 2001)
  - Trình bày ca khúc "3.14"
- CowBoy Bebop CD Box (Phát hành 21 tháng 6 năm 2002)
  - Trình bày ca khúc "Sasurai no Cowboy"
- Digimon Tamers Best Tamers 3: Li Jianliang & Terriermon (1 tháng 8 năm 2001)
- Digimon Tamers Best Tamers 8: Li Shaochung & Lopmon (28 tháng 2 năm 2002)
- Genesis Aquarion Original Soundtrack (Phát hành 8 tháng 6 năm 2005)
  - Trình bày ca khúc "Tori ni Natte"
- Gunslinger Girl -Il Teatrino- Vocal Album (Phát hành 23 tháng 4 năm 2008)
  - Trình bày hai ca khúc "Scarborough Fair" và "Tsuioku ~Mori to Mizu no Uta~"